# Columnidin
Columnidin es un pigmento de color rojo anaranjado, que pertenece a los 3-desoxiantocianinas Se encuentran en las especies de gesneriáceas de flores rojas del hemisferio occidental como episcias, columneas , sarmientas y sinningias .
El columnidin lleva el nombre del género de las gesneriáceas Columnea en el que se encuentra, sobre todo en Columnea hybrida.